# وزارة عبد العزيز حجازي
وزارة عبد العزيز حجازي هي الوزارة الخامسة والتسعون في تاريخ مصر وتشكلت في 25 سبتمبر 1974.:88:90

## أعضاء الحكومة
| الوزارة                                              | الوزير                    |
| ---------------------------------------------------- | ------------------------- |
| رئيس مجلس الوزراء                                    | عبد العزيز حجازي          |
| نائب رئيس مجلس الوزراء ووزيراً للحربية                | أحمد إسماعيل              |
| نائب رئيس مجلس الوزراء ووزيراً للداخلية               | ممدوح سالم                |
| نائب رئيس مجلس الوزراء للشئون الدينية ووزيراً للأوقاف | عبد العزيز كامل           |
| الإنتاج الحربي                                       | الفريق أحمد كامل البدري   |
| الخارجية                                             | إسماعيل فهمي              |
| المالية                                              | محمد عبد الفتاح إبراهيم   |
| النقل والمواصلات                                     | محمود رياض                |
| الكهرباء                                             | أحمد سلطان                |
| التعليم العالي والبحث العلمي                         | إسماعيل غانم              |
| السياحة والطيران المدني                              | إبراهيم نجيب إبراهيم      |
| الشئون الاجتماعية                                    | عائشة راتب                |
| التخطيط                                              | إسماعيل صبري عبد الله     |
| القوى العاملة                                        | صلاح الدين غريب           |
| الإعلام                                              | أحمد كمال أبو المجد       |
| الثقافة                                              | يوسف السباعي              |
| الصحة                                                | أحمد فؤاد محيي الدين      |
| البترول                                              | أحمد عز الدين هلال        |
| التأمينات                                            | حسن أحمد الشريف           |
| شئون الأزهر                                          | عبد العزيز محمد عيسى      |
| النقل البحري                                         | عبد المعطي أحمد العربي    |
| الإسكان والتعمير                                     | عثمان أحمد عثمان          |
| العدل                                                | مصطفى أبو زيد فهمي        |
| الري                                                 | أحمد علي كمال             |
| التجارة                                              | فتحي أحمد المتبولي        |
| التربية والتعليم                                     | مصطفى كمال حلمي           |
| الصناعة والتعدين                                     | محمود علي حسن             |
| الزراعة واستصلاح الأراضي                             | محمود عبد الآخر           |
| التموين                                              | عبد الرحمن الشاذلي        |
| الدولة لشئون السودان                                 | عثمان عدلي بدران          |
| الدولة للمتابعة وللرقابة                             | عبد الفتاح عبد الله محمود |
| الدولة لشئون مجلس الشعب                              | ألبرت برسوم سلامة         |
| الدولة لشئون مجلس الوزراء                            | يحيى الجمل                |
| الدولة للشئون الخارجية                               | محمد سميح أنور            |
| الدولة للتعاون الاقتصادي                             | طاهر أمين حسن             |
| الدولة للحكم المحلي والتنظيمات الشعبية               | محمد حامد محمود           |

## تعديلات
- في 27 سبتمبر 1974 صدر قرار بأن يختص يحيى الجمل بشئون التنمية الإدارية.
- في 24 أكتوبر 1974 عين كل من:
  - إبراهيم نجيب إبراهيم وزيراً للسياحة.
  - عبد الحميد حسن رئيساً للمجلس الأعلى للشباب والرياضة.
- في 9 نوفمبر 1974 توفي حسن أحمد الشريف وزير التأمينات.
- في 25 نوفمبر 1974 عين كل من:
  - محمد عبد الفتاح إبراهيم (وزير المالية) وزيراً للتأمينات.
  - محمد حمدي النشار وزيراً للمالية.
- في 25 ديسمبر 1974 توفي المشير أحمد إسماعيل نائب رئيس الوزراء ووزير الحربية.
- في 28 ديسمبر 1974 عين الفريق محمد عبد الغني الجمسي وزيراً للحربية وقائداً عاماً للقوات المسلحة مع ترقيته إلى رتبة الفريق أول.